# Scott William Winters
Scott William Winters, född 5 augusti 1965 i New York, USA, är en amerikansk skådespelare. För svensk TV-publik är han mest känd i rollen som internen Cyril O'Reily i fängelsedramat Oz. Han är yngre bror till Dean Winters som spelar rollen som Ryan O'Reily.
Scott William Winters har även medverkat i TV-serierna Uppdrag: mord, Angel och På spaning i New York samt filmer som Larry Flynt - skandalernas man och Will Hunting.
Winters har även haft småroller i TV-serierna CSI, CSI: Miami, Jordan, rättsläkare, Numb3rs The Borgia, och Wanted.